# Mikkel Bjørge
Mikkel Bjørge (ur. 19 marca 1986) – norweski narciarz alpejski, złoty medalista mistrzostw świata juniorów.

## Kariera
Po raz pierwszy na arenie międzynarodowej Mikkel Bjørge pojawił się 24 listopada 2001 roku, kiedy w zawodach FIS Race w gigancie w Bjorli zajął 56. miejsce. W 2003 roku pojechał na mistrzostwach świata juniorów w Briançonnais, jednak ostatecznie nie wystartował w slalomie. Jeszcze trzykrotnie startował an imprezach tego cyklu, największy sukces osiągając podczas mistrzostw świata juniorów w Québecu, gdzie zwyciężył w slalomie. W zawodach tych wyprzedził Austriaka Romeda Baumanna i Sandro Vilettę ze Szwajcarii.
W zawodach Pucharu Świata zadebiutował 18 marca 2006 roku w Åre, gdzie nie został zdyskwalifikowany w pierwszym przejeździe slalomu. Był to jego jedyny start w zawodach pucharowych. Nigdy nie wystartował na mistrzostwach świata ani igrzyskach olimpijskich. W 2007 roku zakończył karierę.
Jego brat bliźniak, Mons Bjørge, również uprawiał narciarstwo alpejskie.

## Osiągnięcia

### Mistrzostwa świata juniorów
| Miejsce | Dzień     | Rok  | Miejscowość  | Konkurencja | Czas biegu  | Strata  | Zwycięzca            |
| ------- | --------- | ---- | ------------ | ----------- | ----------- | ------- | -------------------- |
| DNS1    | 8 marca   | 2003 | Briançonnais | Slalom      | 1:33,74 min | -       | Marc Berthod         |
| 37.     | 13 lutego | 2004 | Maribor      | Gigant      | 2:17,40 min | +5,57 s | Jeffrey Harrison     |
| 18.     | 14 lutego | 2004 | Maribor      | Slalom      | 1:33,33 min | +4,14 s | Raphael Fässler      |
| 43.     | 23 lutego | 2005 | Bardonecchia | Zjazd       | 1:25,58 min | +3,90 s | Rok Perko            |
| 29.     | 25 lutego | 2005 | Bardonecchia | Supergigant | 1:25,20 min | +1,97 s | Michael Gmeiner      |
| 21.     | 2 marca   | 2006 | Québec       | Zjazd       | 1:27,26 min | +2,38 s | Christopher Beckmann |
| 1.      | 5 marca   | 2006 | Québec       | Slalom      | 1:32,98 min | -       | -                    |
| 21.     | 6 marca   | 2006 | Québec       | Gigant      | 2:20,50 min | +3,95 s | Stefan Guay          |

### Puchar Świata

#### Miejsca w klasyfikacji generalnej
- sezon 2005/2006: -

#### Miejsca na podium w zawodach
Bjørge nigdy nie stanął na podium zawodów PŚ.